# Fredrik Wittingh
Fredrik Larsson Wittingh, född 7 mars 1744 i Stockholm, död 4 mars 1811 i Ulrika Eleonora församling, Stockholm, var en svensk präst.

## Biografi
Fredrik Wittingh föddes 1744 i Riddarholmens församling och döptes 19 juli samma år. Han var son till sadelmakaren Lorentz (Lars) Witting och Maria Brita Sundtlöf. Wittingh blev 8 april 1755 student vid Uppsala universitet och medlem i Stockholms nation. Han förordnades 9 oktober 1764 till skolmästare i Johannes skola, Stockholm och blev 28 maj 1765 ordinarie skolmästare. Wittingh prästvigdes 5 juni 1767 i Uppsala domkyrka och promoverades 15 juni samma år till filosofie magister. Han avlade 15 maj 1775 pastoralexamen i Uppsala och blev 20 september 1774 komminister i Klara församling, tillträdde 1 maj 1775.
Han var även från 1776 predikant vid Allmänna Barnhuset. Wittingh blev 2 december 1783 kyrkoherde i Öster-Färnebo församling i Gästrikland, tillträdde 1 maj 1785 och blev 24 oktober 1787 kontraktsprost. Han var deputerad vid jubelfesten i Uppsala 1793 och promoverades 1 november 1800 till teologie doktor där. Wittingh blev 25 januari 1803 kyrkoherde i Ulrika Eleonora församling i Stockholm, tillträdde 1 maj 1803 och blev 7 juni 1803 assessor i Stockholms stads konsistorium. Han var från 1805 till 1811 fullmäktig i Riksgäldskontoret.
Wittingh författade St. Jacobs minne, eller historisk berättelse om St. Jacobs och Johannis församling i Stockholm (1771).

### Familj
Wittingh gifte sig 10 augusti 1786 i Klara församling med Christina Elisabeth Collvin (1745–1813), dotter till uppbördskommissarien Carl Collvin och Catharina Sillieström. Christina Elisabeth Collvin var änka efter färgaren och fabrikören Anders Unfraun.